# Gymnostachys anceps
Gymnostachys anceps là một loài thực vật có hoa trong họ Ráy (Araceae). Loài này được R.Br. mô tả khoa học đầu tiên năm 1810.

## Hình ảnh

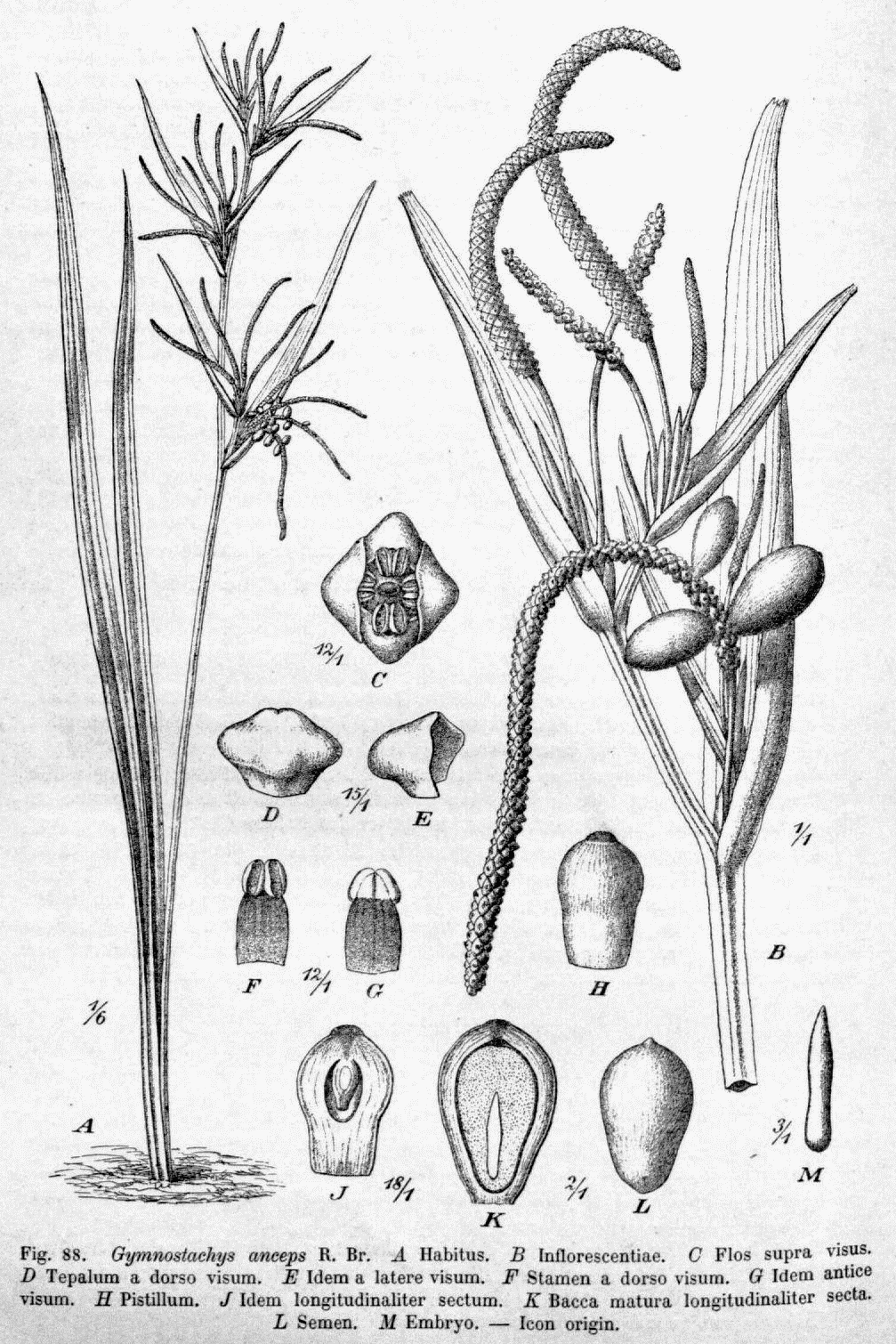